# Marchampt
Marchampt és un municipi francès situat al departament del Roine i a la regió d'Alvèrnia-Roine-Alps. L'any 2007 tenia 435 habitants.

## Demografia

### Població
El 2007 la població de fet de Marchampt era de 435 persones. Hi havia 180 famílies de les quals 52 eren unipersonals (32 homes vivint sols i 20 dones vivint soles), 60 parelles sense fills, 56 parelles amb fills i 12 famílies monoparentals amb fills.
La població ha evolucionat segons el següent gràfic:
Habitants censats

### Habitatges
El 2007 hi havia 254 habitatges, 187 eren l'habitatge principal de la família, 34 eren segones residències i 33 estaven desocupats. 231 eren cases i 22 eren apartaments. Dels 187 habitatges principals, 134 estaven ocupats pels seus propietaris, 46 estaven llogats i ocupats pels llogaters i 7 estaven cedits a títol gratuït; 3 tenien una cambra, 7 en tenien dues, 34 en tenien tres, 53 en tenien quatre i 90 en tenien cinc o més. 156 habitatges disposaven pel capbaix d'una plaça de pàrquing. A 86 habitatges hi havia un automòbil i a 87 n'hi havia dos o més.

### Piràmide de població
La piràmide de població per edats i sexe el 2009 era:
| Homes | Edats   | Dones |
| ----- | ------- | ----- |
| 0     | 95 o +  | 0     |
| 4     | 90 a 94 | 4     |
| 0     | 85 a 89 | 8     |
| 4     | 80 a 84 | 4     |
| 4     | 75 a 79 | 4     |
| 0     | 70 a 74 | 16    |
| 24    | 65 a 69 | 8     |
| 8     | 60 a 64 | 12    |
| 12    | 55 a 59 | 4     |
| 24    | 50 a 54 | 20    |
| 8     | 45 a 49 | 8     |
| 8     | 40 a 44 | 4     |
| 20    | 35 a 39 | 8     |
| 20    | 30 a 34 | 24    |
| 4     | 25 a 29 | 8     |
| 12    | 20 a 24 | 8     |
| 8     | 15 a 19 | 0     |
| 0     | 10 a 14 | 8     |
| 8     | 5 a 9   | 24    |
| 8     | 0 a 4   | 16    |

## Economia
El 2007 la població en edat de treballar era de 276 persones, 213 eren actives i 63 eren inactives. De les 213 persones actives 197 estaven ocupades (106 homes i 91 dones) i 16 estaven aturades (7 homes i 9 dones). De les 63 persones inactives 25 estaven jubilades, 20 estaven estudiant i 18 estaven classificades com a «altres inactius».

### Ingressos
El 2009 a Marchampt hi havia 194 unitats fiscals que integraven 432 persones, la mediana anual d'ingressos fiscals per persona era de 14.622 €.

### Activitats econòmiques
Dels 21 establiments que hi havia el 2007, 2 eren d'empreses de fabricació d'altres productes industrials, 2 d'empreses de construcció, 5 d'empreses de comerç i reparació d'automòbils, 1 d'una empresa de transport, 2 d'empreses d'hostatgeria i restauració, 1 d'una empresa financera, 3 d'empreses immobiliàries, 3 d'empreses de serveis, 1 d'una entitat de l'administració pública i 1 d'una empresa classificada com a «altres activitats de serveis».
Dels 3 establiments de servei als particulars que hi havia el 2009, 1 era una lampisteria, 1 electricista i 1 restaurant.
Dels 2 establiments comercials que hi havia el 2009, 1 era una botiga de menys de 120 m² i 1 una carnisseria.
L'any 2000 a Marchampt hi havia 54 explotacions agrícoles que ocupaven un total de 390 hectàrees.

## Equipaments sanitaris i escolars
El 2009 hi havia una escola elemental.

## Poblacions més properes
El següent diagrama mostra les poblacions més properes.